# Championnat de Chine féminin de volley-ball
Le Championnat de Chine de volley-ball féminin est la compétition nationale majeure, créée en 1996. Il est organisé par la China Volleyball Association (CVA).

## Palmarès
| Année | Champion            | Finaliste            | Troisième             |
| ----- | ------------------- | -------------------- | --------------------- |
| 1997  | Shanghai            | Jiangsu Volleyball   | Zhejiang Volleyball   |
| 1998  | Shanghai            | Jiangsu Volleyball   | Zhejiang Volleyball   |
| 1999  | Shanghai            | Zhejiang Volleyball  | Sichuan Volleybal     |
| 2000  | Shanghai            | Jiangsu Volleyball   | Bayi Keming           |
| 2001  | Shanghai            | Bayi Keming          | Liaoning Huanyu       |
| 2002  | Bayi Keming         | Liaoning Huanyu      | Tianjin Bridgestone   |
| 2003  | Tianjin Bridgestone | Bayi Keming          | Liaoning Huanyu       |
| 2004  | Tianjin Bridgestone | Bayi Keming          | Liaoning Huanyu       |
| 2005  | Tianjin Bridgestone | Bayi Keming          | Zhejiang Volleyball   |
| 2006  | Liaoning Huanyu     | Tianjin Bridgestone  | Henan Volleyball      |
| 2007  | Tianjin Bridgestone | Liaoning Huanyu      | Jiangsu Volleyball    |
| 2008  | Tianjin Bridgestone | Bayi Keming          | Shanghai Volleyball   |
| 2009  | Tianjin Bridgestone | Shanghai             | Jiangsu Volleyball    |
| 2010  | Tianjin Bridgestone | Shanghai             | Bayi Keming           |
| 2011  | Tianjin Bridgestone | Guangdong Hengda     | Shanghai              |
| 2012  | Guangdong Hengda    | Shanghai Volleyball  | Tianjin Bridgestone   |
| 2013  | Bohai Bank Tianjin  | Evergrande Guangdong | Zhejiang Volleyball   |
| 2014  | Zhejiang Volleyball | Bohai Bank Tianjin   | Bayi Keming           |
| 2015  | Bayi Keming         | Shanghai Volleyball  | Jiangsu Volleyball    |
| 2016  | Tianjin Volleyball  | Jiangsu Volleyball   | Shanghai Volleyball   |
| 2017  | Jiangsu Volleyball  | Zhejiang Volleyball  | Tianjin Volleyball    |
| 2018  | Tianjin Volleyball  | Shanghai Volleyball  | Jiangsu Volleyball    |
| 2019  | Beijing Baic Motor  | Bohai Bank Tianjin   | Shanghai Bright Ubest |
| 2020  | Tianjin Volleyball  | Shanghai Volleyball  | Beijing Baic Motor    |

## Bilan par club
| Club                | Titres | Ville    | Année                                                                  |
| ------------------- | ------ | -------- | ---------------------------------------------------------------------- |
| Tianjin Volleyball  | 12     | Tianjin  | 2003, 2004, 2005, 2007, 2008, 2009, 2010, 2011, 2013, 2016, 2018, 2020 |
| Shanghai Volleyball | 5      | Shanghai | 1997, 1998, 1999, 2000, 2001                                           |
| Bayi Shenzhen       | 2      | Shenzhen | 2002, 2015                                                             |
| Liaoning Huanyu     | 1      | Liaoyang | 2006                                                                   |
| Guangdong Hengda    | 1      | Canton   | 2012                                                                   |
| Zhejiang Volleyball | 1      | Zhejiang | 2014                                                                   |
| Jiangsu Volleyball  | 1      | Nankin   | 2017                                                                   |
| Beijing Baic Motor  | 1      | Beijing  | 2019                                                                   |